# Hugues-Iéna Darcy
Pour les articles homonymes, voir Iéna (homonymie) et Darcy.
Hugues-Iéna Darcy, né le 29 octobre 1807 — 15 jours après le premier anniversaire de la bataille d'Iéna qui eut lieu le 14 octobre 1806, d’où son prénom — à Arcis-sur-Aube (Aube) et décédé le 4 juin 1880 au château de Gouville à Corcelles-les-Monts (Côte-d'Or), est un haut fonctionnaire français sous la monarchie de Juillet puis la Deuxième République. Il fut préfet de Tarn-et-Garonne, de l’Aube, du Gard, de la Moselle, et du Rhône. Il deviendra ensuite homme d’affaires, sous le Second Empire.

## Biographie

### Famille
Il est le fils de Joseph François Jacques Lazare Gaspard Darcy (1774-1817), chef de bataillon de la Garde nationale en 1798, receveur des finances à Dijon, receveur de l’enregistrement, et de Agathe Angélique Serdet (1778-1870), à qui, devenue veuve, revient la charge d’éduquer leurs deux enfants Henry (1803-1858) et Hugues-Iéna (1807-1880).
Il est aussi le gendre de Julien-Marin-Paul Vuitry (1786-1879) et le beau-frère d’Adolphe Vuitry (1813-1885) par sa femme Eugénie Vuitry, qu’il épouse le 7 juin 1836  à Sens lorsqu’il en était le sous-préfet. 
Il est le père de Henry Darcy (1840-1926), né à Troyes lorsqu’il était préfet de l’Aube, qui fut aussi préfet et industriel.
Il est l’oncle par mariage de Henri Germain (1824-1905) qui épousa en 1869 Blanche Vuitry, la fille d’Adolphe Vuitry (1813-1885).

### Formation
Il fit ses études secondaires au collège royal de Dijon (Côte-d'Or) — le lycée Carnot en est le successeur — comme son frère aîné, puis devint étudiant de la faculté de droit de la même ville pour devenir docteur en droit en 1829.

### Carrière administrative et gouvernementale

#### Carrière administrative sous la monarchie de Juillet
- Conseiller de préfecture de la Côte-d'Or à Dijon (nommé le 22 août 1830) : Il est nommé à ce poste par Achille Chaper, préfet de la Côte-d’Or et ami des deux frères[5].
- Sous-préfet de l’arrondissement de Sens (Yonne) à Sens (nommé le 23 mars 1834).
- Préfet de Tarn-et-Garonne (février-octobre 1839)[6] à Montauban.
- Préfet de l’Aube (1839-1843) à Troyes.
- Préfet du Gard (1843-1848) à Nîmes : 21 septembre 1843 : Il succède à Adrien-Sébastien de Jessaint. Darcy organise l’adjudication du chemin de fer. La révolution de 1848 le surprend à ce poste et il est remplacé dès le 24 février 1848 par le « commissaire général » (Aveyron, Gard, Hérault, Lozère) Oscar Gervais et le « commissaire du gouvernement » Émile Teulon.

Il fut « un des bons préfets sous la monarchie constitutionnelle ».

#### Carrière administrative et gouvernementale sous la Deuxième République

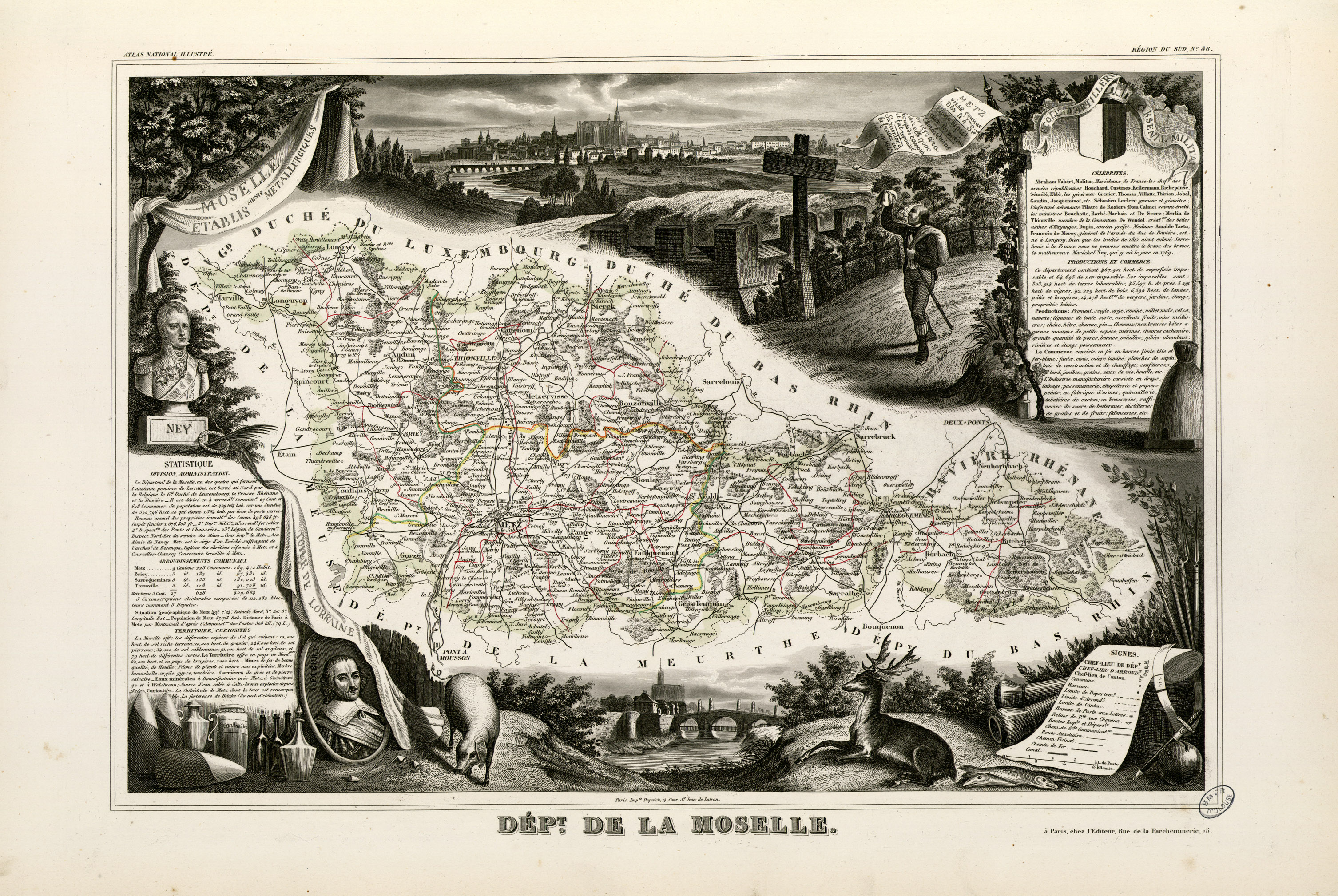
L’ancien département de la Moselle (1790-1871) : carte de Levasseur.

- Préfet (de l’ancien département) de la Moselle à Metz, nommé le 10 janvier 1849 L’ancien département de la Moselle (1790-1871) : carte de Levasseur. : À ce poste il doit encadrer les élections législatives des 13 et 14 mai 1849. Balançant entre royalistes, bonapartistes et républicains, il maintient l’ordre en collaborant d’une façon étroite  avec le futur maréchal Randon (commandant de la 3e division militaire à Metz), lequel expédie des gens en Algérie[8]. Les lycéens envoient une épître en latin à leur préfet pour le menacer de le passer par les armes…[8] René Tonnet lui succède le 28 juin 1849.
- Préfet du Rhône à Lyon, nommé le 28 juin 1849 et remplacé en décembre 1849 : Il succède à Victor Tourangin (1788-1880) : vieux et malade, le préfet Tourangin fut relevé à sa demande, au lendemain de l’émeute lyonnaise du 15 juin 1849[9]. En septembre 1849 il reçoit l’approbation du conseil général du Rhône pour son projet d’annexer à Lyon les communes formant sa banlieue (La Croix-Rousse, Vaise et La Guillotière) et jugées fauteuses de troubles, mais il se heurte aux maires concernés qui s’en allèrent protester à Paris[10]. Charles-Aristide de Lacoste du Viviers lui succède le 2 décembre 1849.
- Sous-secrétaire d’État à l’Intérieur : Le prince-président Louis-Napoléon Bonaparte en fait un sous-secrétaire d’État à l’Intérieur (auprès du ministre de l’Intérieur Ferdinand Barrot), le 17 novembre 1849. Suspect d’orléanisme, il démissionne discrètement de cette fonction le 14 mars 1850[5],[11].

Il ne parvient pas à se faire nommer au Conseil d’État en 1851 et quitte définitivement l’administration à l’âge de 44 ans pour se retirer dans sa maison de Brochon (Côte-d'Or).

### Investisseur et administrateur/entrepreneur

#### Chemins de fer
Hugues-Iéna Darcy était un grand investisseur dans les chemins de fer de l’époque. Il devient en 1857 administrateur de la Compagnie des chemins de fer de Paris à Lyon et à la Méditerranée (PLM) créée par Paulin Talabot le 11 avril 1857 de la fusion de la Compagnie du chemin de fer de Lyon à la Méditerranée (LM) et de la Compagnie du chemin de fer de Paris à Lyon (PL). Il connaissait Talabot du temps qu'il était préfet du Gard et qu'il organisait l'adjudication du chemin de fer de Montpellier à Nîmes à la Compagnie fermière du chemin de fer de Montpellier à Nîmes et que son frère Henry Darcy a fait adapter le tracé du chemin de fer de Paris à Lyon au profit de Dijon.

#### Sidérurgie
Il devient aussi grand administrateur industriel dans la sidérurgie. En 1852, après sa démission du secrétariat d'État, il s'associe à la société Bougueret, Martenot et compagnie  : En 1857, à la suite d'un arbitrage réussi il devient président du conseil de surveillance de la société Bougueret, Martenot et compagnie et en 1862, par la transformation de cette compagnie en société anonyme (SA), cofondateur avec le banquier Henri Germain de la compagnie des forges de Châtillon et Commentry  et président du conseil d'administration de cette société de 1862 à 1876, année où il passe la présidence à son fils Henry Darcy (1840-1926). Il est avec Germain parmi les principaux actionnaires de la Société des Hauts-Fourneaux de Saint-Louis à Marseille et en 1861 il en devient président en remplaçant Jules Mirès, arrêté pour escroquerie.

#### Banque
En connivence avec le  banquier Germain, fondateur, il est en 1863 actionnaire fondateur du Crédit lyonnais. Parmi les actionnaires fondateurs se trouve aussi Paulin Talabot de la PLM.

## Distinctions
- Chevalier le 5 janvier 1843, puis officier de la Légion d'honneur le 29 avril 1857.